# Wasserburg am Inn
Wasserburg am Inn je město v německé spolkové zemi Bavorsko, v zemském okrese Rosenheim ve vládním obvodu Horní Bavorsko.
V roce 2014 zde žilo 12 499 obyvatel.

## Poloha města
Město leží na řece Inn. Sousední obce jsou: Babensham, Edling, Eiselfing, Griesstätt a Soyen.